# Trifolium arvense
Il trifoglio arvense (Trifolium arvense L., 1753) è una pianta erbacea perenne della famiglia delle Fabacee.

## Descrizione
L'altezza della pianta arriva sino ai 40 cm con radici a fittone e a fusto eretto. I fiori possono essere bianchi, rosei o lilla.
Si raccoglie in estate anche se rispetto ad altre specie di trifoglio questa è più rustica e, a volte, infestante.

## Distribuzione e habitat
La specie è ampiamente distribuita in Eurasia, e Nord Africa e Africa nord-orientale.
È stat introdotta e si è naturalizzata in America e Australasia.
In Italia ha un ciclo di vita che non supera i due anni.

## Proprietà
È una pianta dalle proprietà diuretiche e antidiarroiche anche se viene raramente utilizzata ai nostri giorni.